# Teoria das cores

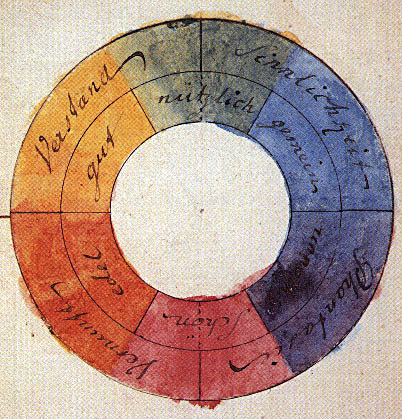
Círculo cromático do livro Teoria das Cores (1810), de Goethe.

A cor é um fenômeno fisiológico de como o cérebro (dos seres vivos animais) interpreta os sinais eletronervosos vindos da visão (olho), que são resultados da reemissão da luz vinda de um objeto, que foi emitida por uma fonte luminosa por meio de ondas eletromagnéticas (por exemplo sol ou lampada); e que corresponde à parte do espectro eletromagnético que é visível (380 a 700 nanômetros - 4,3x10^14 Hz a 7,5x10^14 Hz).
A Cor não é um fenômeno físico. Um mesmo comprimento de onda pode ser percebido diferentemente por diferentes pessoas (ou outros seres vivos animais), ou seja, cor é um fenômeno fisiológico, de caráter subjetivo e individual.

## Espectro visível

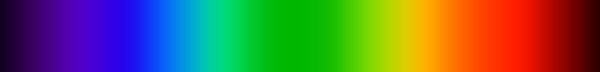
Espectro da luz visível

Os comprimentos de ondas visíveis se encontram aproximadamente entre os 380 e 750 nanômetros ou frequências ( 4,3x10^14 Hz a 7,5x10^14 Hz). Ondas mais curtas (ou com maiores frequências) abrigam o ultravioleta, os raios-X e os raios gama. Ondas mais longas (com menores frequências) contêm o infravermelho, o calor, as micro-ondas e as ondas de rádio e televisão. O aumento de intensidade pode tornar perceptíveis ondas até então invisíveis, tornando os limites do espectro visível algo elástico.
| Cor      | Frequência  | Comprimento de onda |
| violeta  | 668–789 THz | 380–450 nm          |
| azul     | 631–668 THz | 450–475 nm          |
| ciano    | 606–630 THz | 476–495 nm          |
| verde    | 526–606 THz | 495–570 nm          |
| amarelo  | 508–526 THz | 570–590 nm          |
| laranja  | 484–508 THz | 590–620 nm          |
| vermelho | 400–484 THz | 620–750 nm          |

## O olho humano

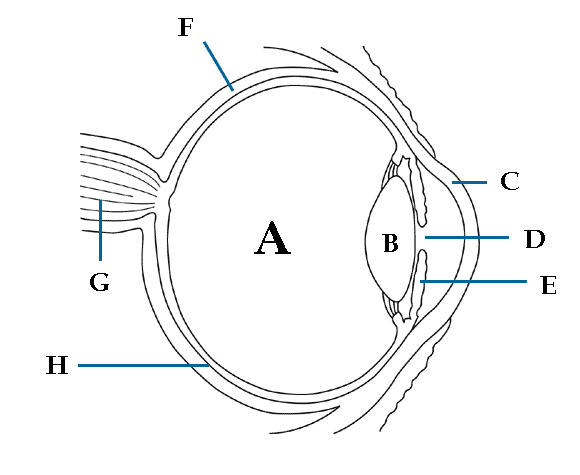
Esquema do olho humano, mostrando a retina (H) e o nervo óptico (G)

O olho humano é um mecanismo complexo desenvolvido para a percepção de luz e cor. É composto basicamente por uma lente e uma superfície fotossensível dentro de uma câmara, que pode grosseiramente ser comparada a uma máquina fotográfica. A córnea e a lente ocular formam uma lente composta cuja função é focar os estímulos luminosos.  A íris (parte externa colorida) comanda a abertura e o fechamento da pupila da mesma maneira que um diafragma. O interior da íris e da coroide é coberto por um pigmento preto que evita que a luz refletida se espalhe pelo interior dos olhos.
O interior do olho é coberto pela retina, uma superfície não maior que uma moeda de um real e da espessura de uma folha de papel. Neste ponto do processo da visão, o olho deixa de se assemelhar a uma máquina fotográfica e passa a agir mais como um scanner.  A retina é composta por milhões de células altamente especializadas que captam e processam a informação visual a ser interpretada pelo cérebro.  A fóvea, no centro visual do olho, é rica em cones, um dos dois tipos de células fotorreceptoras. O outro tipo, o bastonete, se espalha pelo resto da retina. Os cones, segundo a teoria tricromática (teoria de Young-Helmholtz), são responsáveis pela captação da informação luminosa vinda da luz do dia, das cores e do contraste. Os bastonetes são adaptados à luz noturna e à penumbra.
As cores percebidas pelo olho humano dividem-se em três tipos e respondem preferencialmente a comprimentos de ondas diferentes de luz. Temos cones sensíveis aos vermelhos e laranjas, aos verdes e amarelos e aos azuis e violetas. Aos primeiros se dá o nome de R (red/vermelho), aos segundos G (green/verde) e aos últimos B (blue/azul).

Os cones são distribuídos de forma desequilibrada sobre a retina. 94% são do tipo R (vermelhos e laranjas) e G (verdes e amarelos), enquanto apenas 6% são do tipo B (azuis e violetas). Esta aparente distorção é um equilíbrio inicialmente supremo, que regrediu com o tempo.

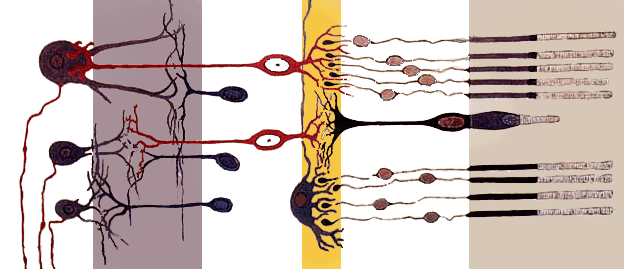
A estrutura celular da retina (à direita, 1 cone e 9 bastonetes; ao centro, 2 células bipolares; à esquerda, 3 axónios de células ganglionares que pertencem ao nervo óptico)

## Sistemas de cores
Os sistemas de cores são tentativas de organizar informações sobre a percepção cromática humana.
Pode-se tipificá-los como sistemas de Síntese Aditiva, onde a cor é percebida diretamente a partir da fonte luminosa; ou de Síntese Subtrativa nos quais a cor é percebida a partir do reflexo da luz sobre uma superfície.

### Sistemas pictóricos
Também conhecidos por sistemas de síntese subtrativa, os principais são os que tentam determinar as cores primárias para impressão gráfica ou para as belas artes.
Cores primárias seriam um número mínimo de pigmentos a partir dos quais se poderiam obter as demais cores.
O sistema clássico é o utilizado em belas artes, que utiliza como cores primárias o vermelho, azul e amarelo (conhecido também por sua sigla em inglês RYB). Na pintura acadêmica clássica teoricamente as demais cores poderiam ser obtidas através destes pigmentos.
Atualmente as artes gráficas utilizam o sistema CMYK (Ciano, Magenta, Amarelo e Preto). O sistema é baseado nas cores primárias propostas por Goethe (púrpura, azul-celeste, amarelo), convertidas em CMY (ciano, magenta e amarelo), e que foi padronizado pela DIN[carece de fontes?] com a adição do preto (K) para destacar as sombras, sendo o branco do papel responsável pela ilusão impressa da luz.
A Pantone possui o mais conceituado sistema para cores exatas e também possui um sistema baseado em seis cores primárias, chamado de Pantone Hexachrome.
Um método bastante utilizado para organizar as cores são a chamadas rodas de cores.
Podem representar qualquer sistema de cor.
A mais famosa delas é a Roda de Oswald baseada no sistema RBY utilizado nas belas artes.
O sistema de Chevreul propõe uma esfera onde as matizes e tons estão representadas no equador e um eixo vertical indica o brilho e saturação.
Outro exemplo é o sistema esférico de Otto Runge.

### Sistemas de luz
Também chamados de sistemas de síntese aditiva, os sistemas aditivos são utilizados principalmente em luminotécnica e em equipamentos de cinefoto e eletrônicos. O mais utilizado é o sistema RGB (vermelho, verde e azul).
Pode-se destacar também os sistemas HSB (matiz, saturação e brilho), HLS e Lab.

## Classificação conforme temperatura
As cores são classificadas em dois conceitos de acordo com a temperatura: quentes e frias. A temperatura das cores refere-se à sensação fisiológica  que cada tonalidade causa no observador. Onde a sensação é estabelecida pela porcentagem de azul, amarelo e vermelho presente em cada cor.
- Cores quentes: são aquelas cores que tem um fundo mais amarelado (mais pigmento amarelo),[2] assim predominam a presença das cores primárias vermelho e o amarelo na sua composição.[1] Estão presentes no lado direito do círculo cromático: Vermelho; Amarelo; Laranja; Rosa; Roxo.[1]
- Cores frias: são aquelas cores cuja composição tem um fundo mais azulado (mais pigmento azul),[2] que em uma determinada escala de tonalidades, sugerem a sensação de frio, calma e, pureza.[3] Estas são associadas a elementos da natureza (como céu, água e gelo).[3] Estão presentes no lado esquerdo do círculo cromático, na gradação entre o verde e o violeta : Verde; Azul; Violeta; Índigo; Ciano; Turquesa.[3]

## Psicologia e Fisiologia da Cor
Uma vez de se tratar não de uma propriedade do objeto, mas de um elemento perceptivo, a cor tem uma série de implicações na Psicologia. Dessa Forma, a percepção da cor pode causar uma série de sensações, de acordo com cada cultura, que costuma ser muito explorada pela publicidade. A cultura ocidental faz associar, por exemplo, o verde a esperança, o vermelho à fome, o púrpura ao luxo e o roxo ao luto.
A Gestalt (psicologia da forma) também se preocupou com a percepção das cores.

### Constância da Cor
O fenômeno da constância da cor faz com que as superfícies pareçam manter aproximadamente a mesma cor sob diferentes iluminações. O sistema nervoso aparentemente extrai aquilo que é invariante sob as mudanças de iluminação. Embora a radiação luminosa mude, nossa mente mantém os padrões sob a luz branca, agrupa-os e classifica-os como se fossem sempre os mesmos.

### Simbologia das cores[4]
Há a crença de que as cores teriam diferentes efeitos psicológicos sobre as pessoas, embora isso seja extremamente duvidável conforme a comunidade científica. Os supostos efeitos seriam:
- Vermelho é paixão, entusiasmo, encontro entre pessoas. Estimula ações agressivas;
- Amarelo é concentração, disciplina, comunicação, ativa o intelecto. Está associado a positividade e a boa sorte;
- Laranja é equilíbrio, generosidade, entusiasmo, alegria. Além de ser atraente e aconchegante;
- Verde é esperança, abundancia, cura. Estimula momentos de paz e equilíbrio. É a cor da revelação, também representa a ganância.
- Azul é purificação, expulsa energias negativas. Favorece a amabilidade, a paciência a serenidade. Estimula a busca da verdade interior;
- Púrpura é a cor que tem mais influencia em emoções e humores. Também está ligada a intuição e a espiritualidade;
- Branco é purificador e transformador. Representa a perfeição e o amor divino. Estimula a imaginação e a humildade. Produz a sensação de limpeza e claridade, além de frieza e esterilidade;
- Preto, pode ser representado como uma capa de aço, onde aquilo que está dentro não sai e aquilo que está fora não entra.
- Rosa  Pode ser representado pela humildade e amizade

## Teoria da Cor

### Aristóteles
A mais antiga teoria sobre cores que se tem notícia é de autoria do filósofo grego Aristóteles.
Aristóteles concluiu que as cores eram uma propriedade dos objetos. Assim como peso, material, textura, eles tinham cores. E, pautado pela mágica dos números, disse que eram em número de seis, o vermelho, o verde, azul, amarelo, preto e branco .

### Idade média
O estudo de cores sempre foi influenciado por aspectos psicológicos e culturais. O poeta medieval Plínio certa vez teorizou que as três cores básicas seriam o vermelho vivo, o ametista e uma outra que chamou de conchífera. O amarelo foi excluído desta lista por estar associado a mulheres, pois era usado no véu nupcial.

### Renascença
Na renascença a natureza das cores foi estudada pelos artistas.

#### Leon Battista Albert
Leon Battista Alberti, um discípulo de Brunelleschi, diria que seriam quatro as mais importantes, o vermelho, verde, azul e o cinza- as cores em número de quatro estão relacionadas aos quatro elementos (Fogo-vermelho; Ar-cinzento; Água-azul; Terra-verde) (como escreve em sua obra "De Pictura") . Essa visão reflete os seus gostos na tela. Alberti é contemporâneo de Leonardo da Vinci, e teve influencia sobre ele.

#### Leonardo da Vinci
Leonardo da Vinci reuniu anotações em meio do século XV para dois livros distintos e seus escritos foram posteriormente reunidos em um só livro intitulado Tratado da Pintura e da Paisagem.  Ele se oporia a Aristóteles ao afirmar que a cor não era uma propriedade dos objetos, mas da luz. Havia uma concordância ao afirmar que todas as outras cores poderiam se formar a partir do vermelho, verde, azul e amarelo. Afirma ainda que o branco e o preto não são cores mas extremos da luz.
Da Vinci foi o primeiro a observar que a sombra pode ser colorida, pesquisar a visão estereoscópica e mesmo tentou construir um fotômetro.

### Isaac Newton
Newton acreditava na teoria corpuscular da luz tendo grandes desavenças com Huygens que acreditava na teoria ondulatória. Posteriormente, provou-se que a teoria de Newton não explicava satisfatoriamente o fenômeno da cor. Mas sua teoria foi mais aceita devido ao seu grande reconhecimento pela gravitação. Apesar disso, Newton fez importantes experimentos sobre a decomposição da luz com prismas e acreditou que as cores eram devidas ao tamanho da partícula de luz.
O físico, inglês, Isaac Newton (1642-1727) realizou vários experimentos ao longo dos anos e revolucionou a  luz. Em 1665, na feira de Woolsthorpe, comprou um prisma de vidro  e realizou um experimento em seu quarto, observando como um raio de sol e um furo na veneziana se decompunha ao atravessar o prisma, sua atenção foi atraída pelas cores do espectro, onde a luz que emergia do prisma se decompunha nas sete cores do espectro, em raios sucessivos: vermelho, alaranjado, amarelo, verde, azul, anil e o violeta. Desta maneira ele produziu seu pequeno arco-íris artificial.

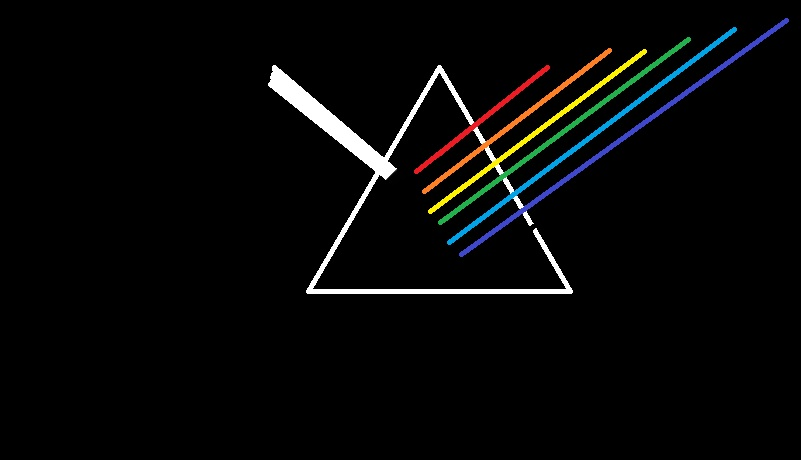
Imagem ilustrativa da decomposição da luz ao atravessar um prisma

Newton fez a publicação de sua teoria sobre as cores em uma publicação da Royal Society chamada Philosophical Transactions of the Royal Society of London. Cito:
"Para cumprir minha promessa anterior, devo sem mais cerimônias adicionais informar-lhe que no começo do ano de 1666 (época que me dedicava a polir vidros óptico de formas diferente da esférica), obtive um prisma de vidro retangular para tentar observar com ele o celebre fenômeno das cores. Para este fim, tendo escurecido meu quarto e feito um pequeno buraco na minha janela para deixar passar uma quantidade conveniente de luz do Sol, coloquei o meu prisma em uma entrada para que ela [a luz] pudesse ser assim refratada para a parede oposta. Isso era inicialmente um divertimento muito prazeroso: ver todas as cores vividas e intensamente assim produzidas, mas depois de um tempo dedicando-me a considerá-las mais seriamente, fiquei surpreso por vê-las..."
Em seguida, Newton repetiu a experiência com dois prismas, e comprovou que a é possível decompor e recompor a luz branca.  Rocha (2002, p. 220) destaca em seu livro Philosophical Transactions (1672), que:
"Cores não são qualificações da luz derivadas de refração ou reflexões dos corpos naturais (como é geralmente acreditado), mas propriedades originais e inatas que são diferentes nos diversos raios. Alguns raios são dispositivos a exibir uma cor vermelha e nenhuma outra; alguns uma amarela e nenhuma outra, alguns uma verde e nenhuma outra e assim por diante. Nem há apenas raios próprios e particulares para as cores mais importantes, mas mesmo para todas as cores intermediárias."
Rocha (2002, p. 221) diz que o espectro não mostra cores nitidamente limitadas. Newton também teve a ideia de estabelecer relações entre elas e os sons da escala musical, dividindo as infinitas cores do espectro em sete grupos de cores: (todos os graus de) vermelho, laranja, amarelo, verde, azul anil e violeta. Ainda hoje, é comum a divisão do espectro em sete cores é arbitraria. A distinção entre azul e anil é forçada desse número sete. Como não temos um critério preciso para definir determinada cor, é desnecessária a preocupação com o número e a denominação das cores do arco-íris. Depois, através de um dispositivo dividindo em sete cores, cada uma dos quais pintando com uma das cores do espectro, que ao girar rapidamente, as cores se superpõem sobre a retina do olho do observador, dando a sensação do branco, conhecido como o Disco de Newton. No mesmo artigo Newton escreve:
"...a observação experimental do fenômeno inverso ao da dispersão das cores do espectro pelo prisma:
Mas a composição surpreendente e maravilhosa foi aquela da brancura. Não há nenhum tipo de raio que sozinho possa exibi-la. Ela é sempre composta... Frequentemente tenho observado que fazendo convergir todas as cores do prisma e sendo desse modo novamente misturadas como estavam na luz inteiramente e perfeitamente branca..."
Notamos que a luz se propaga em forma de variações transversais e atravessam com menor ou maior facilidade, todas as substancias chamadas transparentes. Para Neto (1980), luz é a designação que recebe a radiação eletromagnética que ao penetrar no olho humano, acarreta uma sensação de claridade sendo ela responsável pelo transporte de todas as informações visuais que recebemos.
Explica Rocha (2002, p. 221) que para Newton a luz é composta por corpos luminosos, que chega até aos olhos do observador e produz a sensação de luminosidade, como a emissão, por parte de pequenas partículas e diz:
"Disso, portanto vem que a brancura é a cor usual da luz, pois a luz é um agregado confuso de raios dotados de todos os tipos de cores, como elas [as cores] são promiscuamente lançadas dos corpos luminosos."
Com essa teoria chamada Teoria corpuscular da escuridão, ele  inventou o telescópio refletor – que causa aberrações cromáticas, emprega um espelho côncavo, que reflete a luz.
Certamente já vimos isso acontecer: por um pedaço de vidro, um aquário ou algo de gênero que produz faixas coloridas, como um CD qualquer, verá os reflexos produzidos que variam uma gama de cores vivas.
As gotas de chuva tem o mesmo efeito, na fronteira do ar com a água, a luz é refratada e os diferentes comprimentos de onde que formam a luz do Sol são inclinados em diferentes ângulos, como no prisma de Newton, no interior das gotas passam, as cores desdobram, ate atingirem a parede côncava do outro lado e assim são refletidas de volta e para baixo, saindo da gota de chuva.
Sendo assim, pode-se concluir que cada cor tem um índice de refração (desvio quando passa de um meio para outro) diferente.

### Le Blon
Ainda no século XVIII, um impressor chamado Le Blon testou diversos pigmentos até chegar aos três básicos para impressão: o vermelho, o amarelo e o azul.

### Goethe

Roda criada por Goethe em 1810

No século XIX o poeta Goethe se apaixonou pela questão da cor e passou 40 anos tentando terminar o que considerava sua obra máxima: um tratado sobre as cores que poria abaixo a teoria de Newton.
A principal objeção de Goethe a Newton era de que a luz branca não podia ser constituída por cores, cada uma delas mais escura que o branco. Assim ele defendia a ideia das cores serem resultado da interação da luz com a "não luz" ou a escuridão.
Por exemplo, o experimento da luz decomposta em cores ao passar por um prisma foi explicado por ele como um efeito do meio translúcido (o vidro) enfraquecendo a luz branca. O amarelo seria a impressão produzida no olho pela luz branca vinda em nossa direção através de um meio translúcido. O sol e a lua parecem amarelados por sua luz passar pela atmosfera até chegar a nós. Já o azul seria o resultado da fuga da luz de nós até a escuridão. O céu é azul porque a luz refletida na terra volta em direção ao espaço negro através da atmosfera. Da mesma forma o mar, onde a luz penetra alguns metros em direção ao fundo escuro. Ou as montanhas ao longe que parecem azuladas. O verde seria a neutralização do azul e do amarelo. Como no mar raso ou numa piscina, onde a luz refletida no fundo vem em nossa direção (amarelo) ao mesmo tempo que vai do sol em direção ao fundo (azul). A intensificação do azul, ou seja a luz muito enfraquecida ao ir em direção à escuridão torna-se violeta, do mesmo modo que o amarelo intensificado, como o sol nascente, mais fraco, e tendo que passar por um percurso maior de atmosfera até nosso olho fica avermelhado.
A interpretação do arco-íris é assim modificada. Os dois extremos tendem ao vermelho, que representa o enfraquecimento máximo da luz.
E ele realmente descobriu aspectos que Newton ignorara sobre a fisiologia e psicologia da cor. Observou a retenção das cores na retina, a tendência do olho humano em ver nas bordas de uma cor complementar, notou que objetos brancos sempre parecem maiores do que os objetos com ausência de luz (preto).
Também reinterpretou as cores, pigmentos de Le Blon, renomeando-os púrpura, amarelo e azul claro, se aproximando com muita precisão das atuais tintas magenta, amarelo e ciano utilizadas em impressão industrial.
Porém as observações de Goethe em nada feriram a teoria de Newton, parte devido ao enorme prestígio do físico inglês, e parte porque suas explicações para os fenômenos eram muitas vezes insatisfatórias e ele não propunha nenhum método científico para provar suas teses. Sua publicação "A teoria das cores" caiu em descrédito na comunidade científica, não despertou interesse entre os artistas e era deveras complexo para leigos.
Suas observações foram resgatadas no início do século XX pelos  estudiosos da gestalt e sobre pintores modernos como Paul Klee e Kandinsky.
Atualmente, o estudo da teoria das cores nas universidades se divide em três matérias com as mesmas características que Goethe propunha para cores: a cor física (óptica física), a cor fisiológica (óptica fisiológica) e a cor química (óptica fisico-química).
O conteúdo é basicamente a teoria de Newton acrescida de observações modernas sobre ondas. Os estudos de Goethe ainda podem ser encontrados em livros de psicologia, arte e mesmo livros infanto-juvenis que apresentam ilusões de óptica.